# Sagaing
Sagaing (in Birmano စစ်ကိုင်းမြို့) è la città principale e il capoluogo della divisione di Sagaing, in Birmania. Si trova sul fiume Irrawaddy, a 20 km a sud-ovest di Mandalay, sulla sponda opposta del fiume. Conta circa 307 194 abitanti.
Sagaing è un centro religioso e monastico, con un gran numero di abbazie e pagode buddiste. Fu capitale della Birmania per un piccolo periodo di tempo, dal 1760 al 1764 e il motivo per cui perse il titolo fu una serie di attacchi (successivamente falliti) da parte della dinastia Qing della Cina.
Nel 2008 è stato costruito il moderno Ponte Irrawaddy per collegarla a Mandalay, e agevolare in particolare il transito dei mezzi pesanti  attraverso il fiume.
Il terremoto del 28 marzo 2025 l'ha fatta salire alla cronaca in quanto epicentro. I palazzi della città ne hanno risentito molto, e il ponte di Ava che la connetteva a Mandalay è crollato.

## Galleria d'immagini

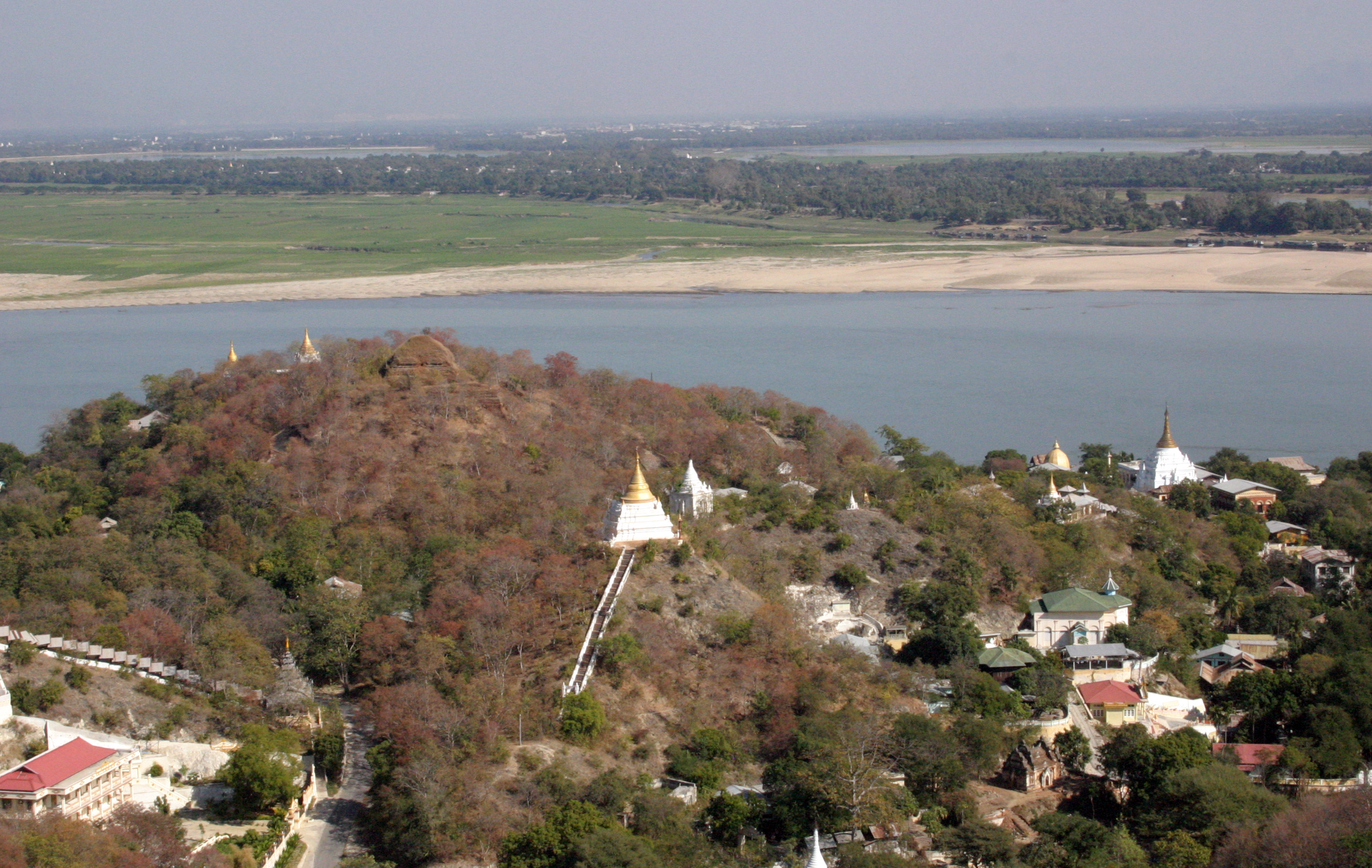
Vista dalla collina di Sagaing
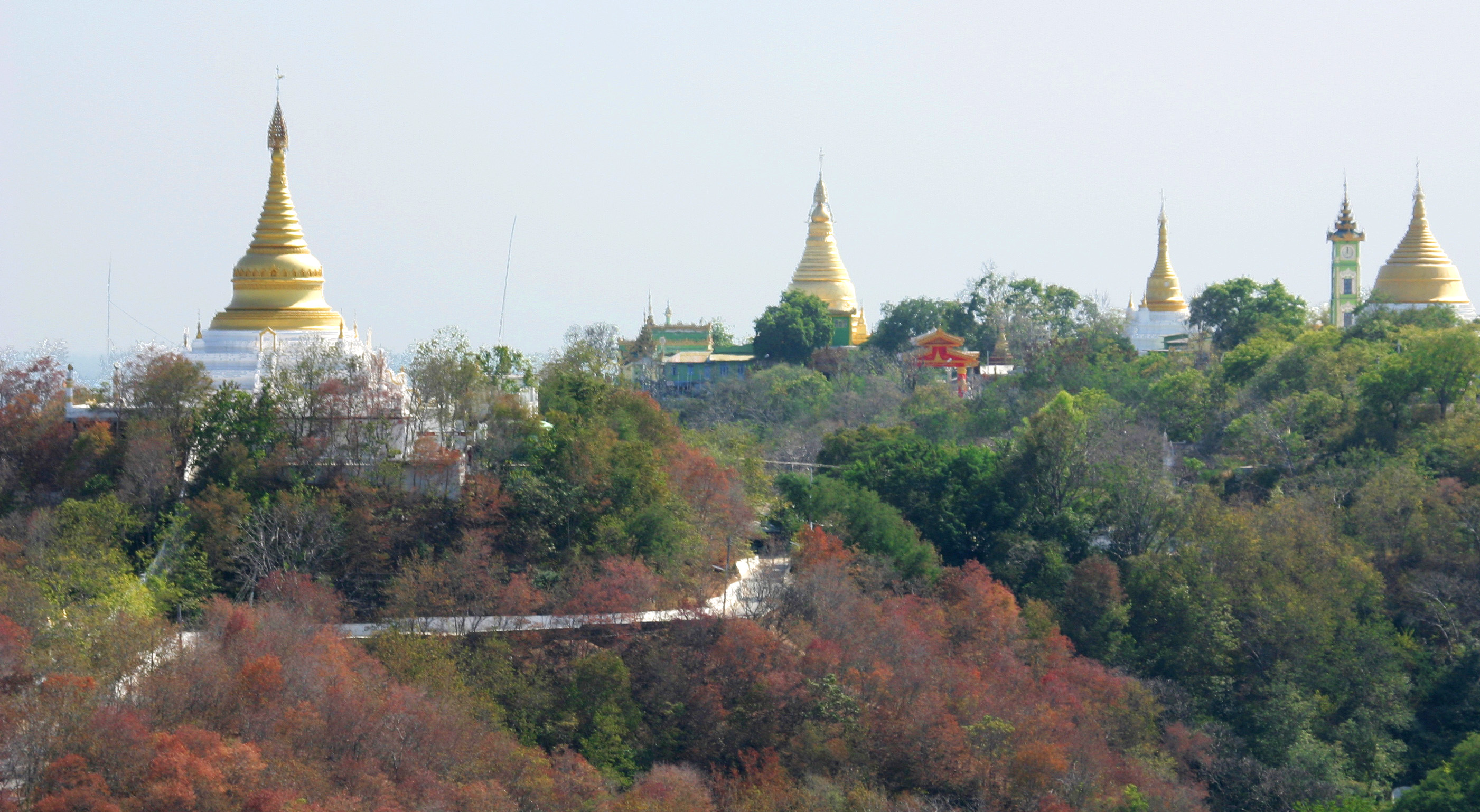
Vista dalla collina di Sagaing
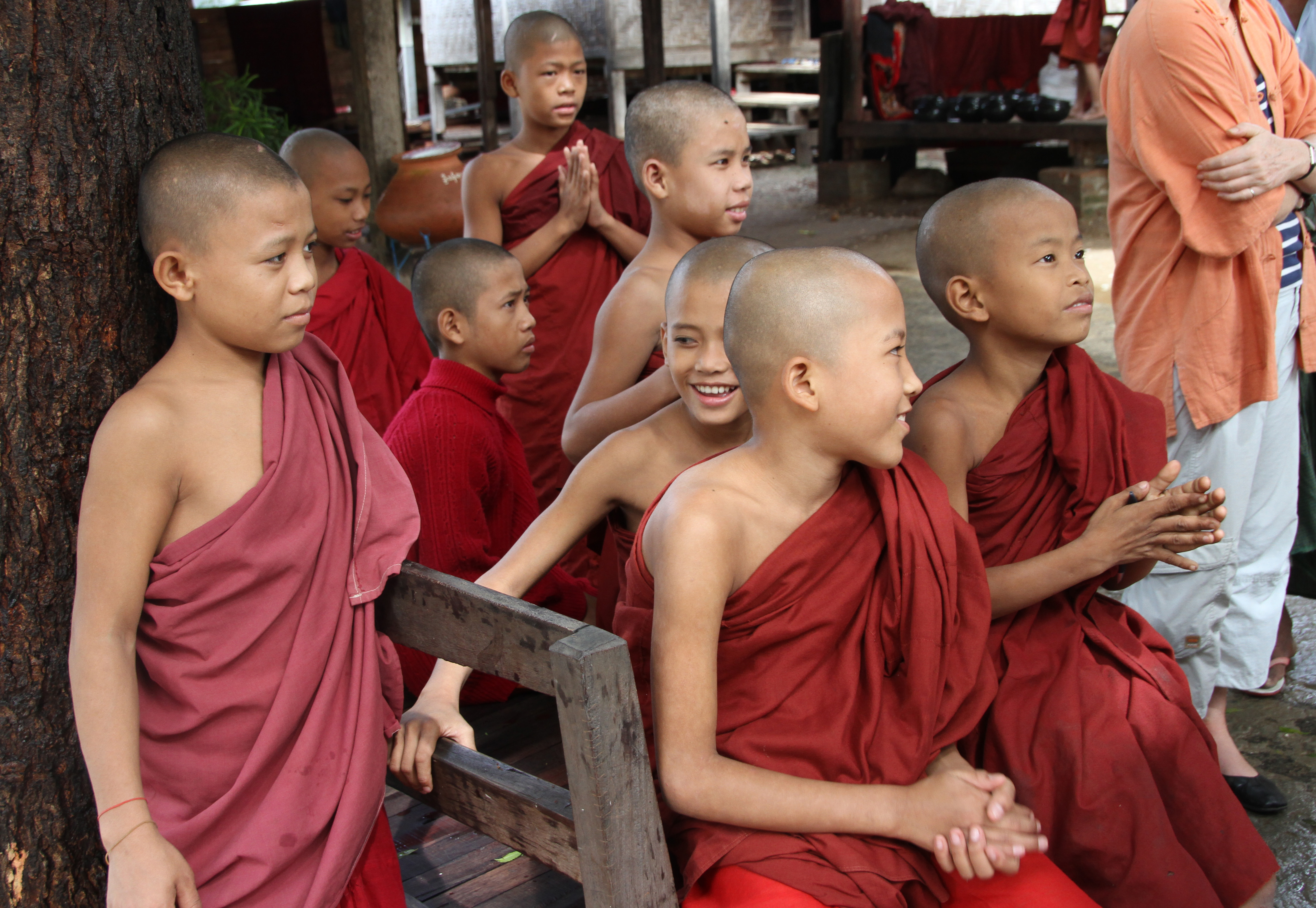
Aung Myae Oo
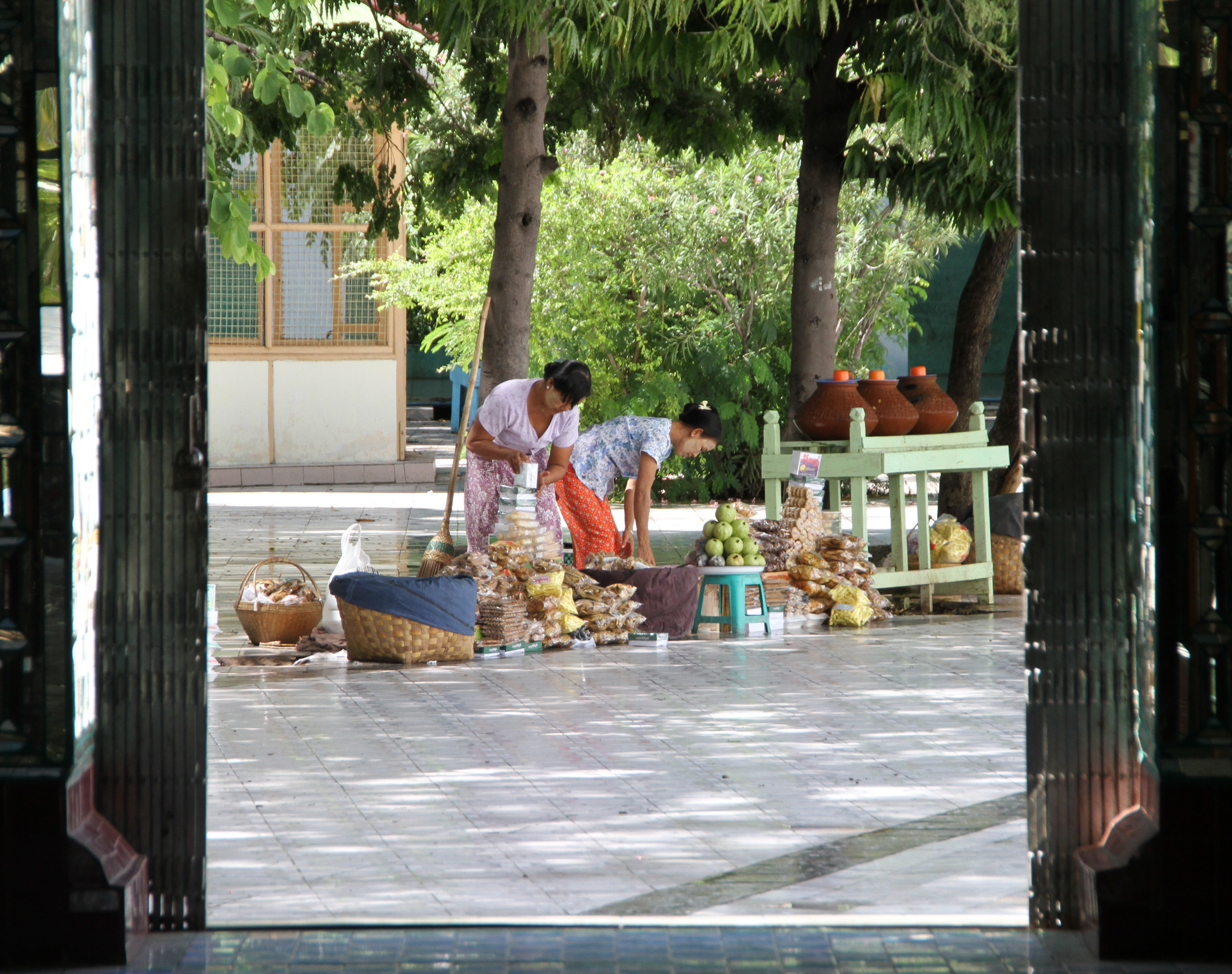
Kaung Hmu Daw
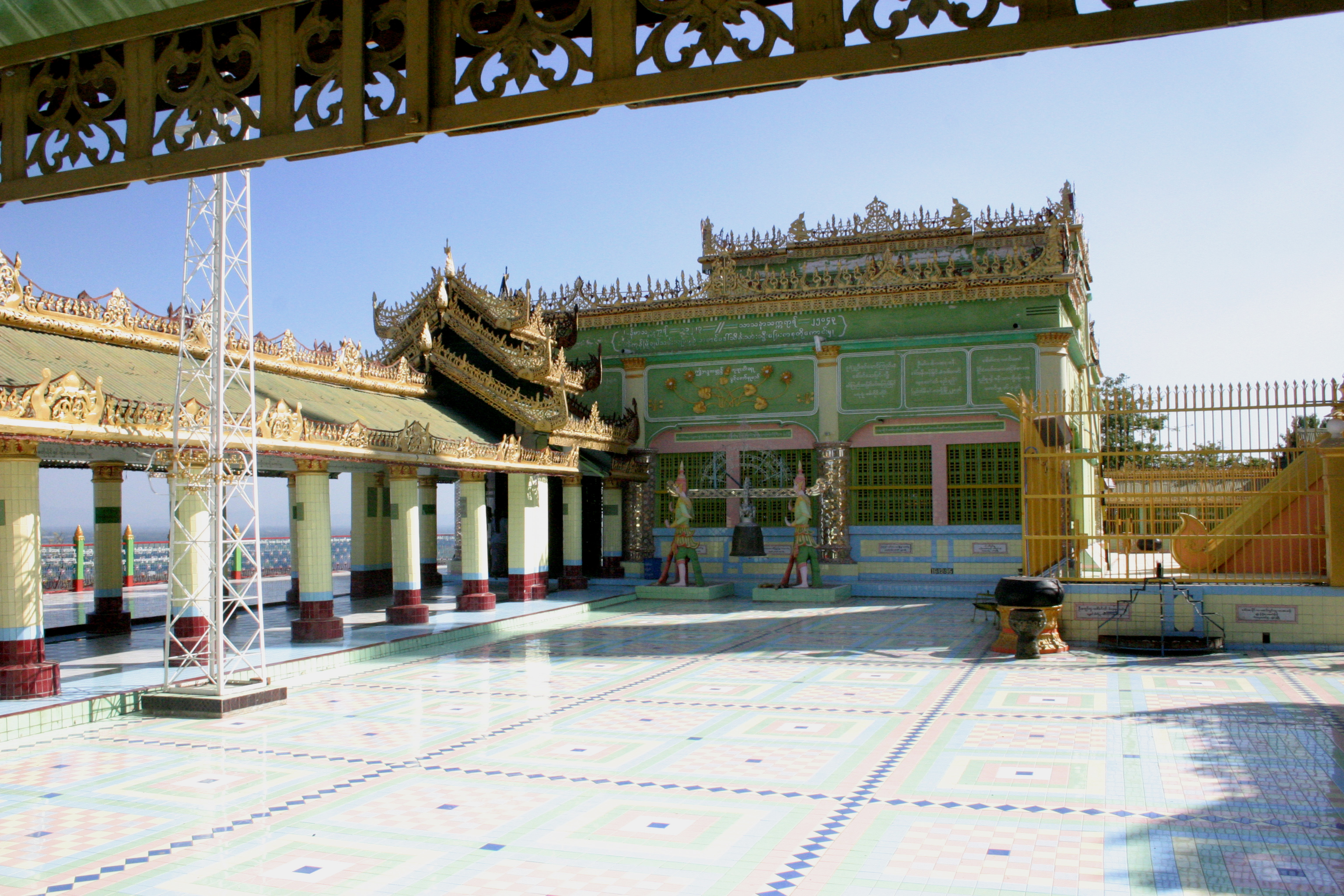
Sun U Ponnya Shin
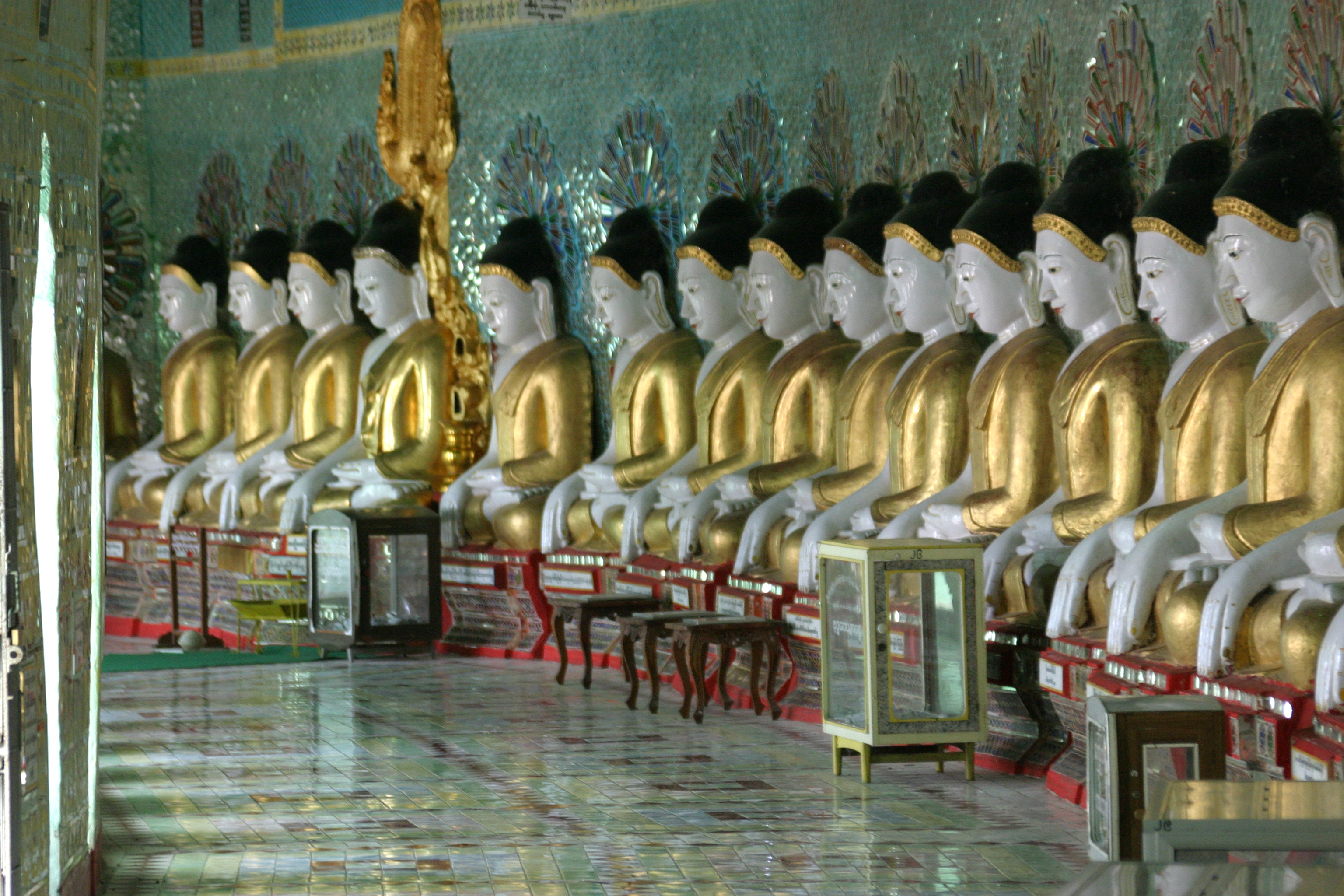
U Min Thonze
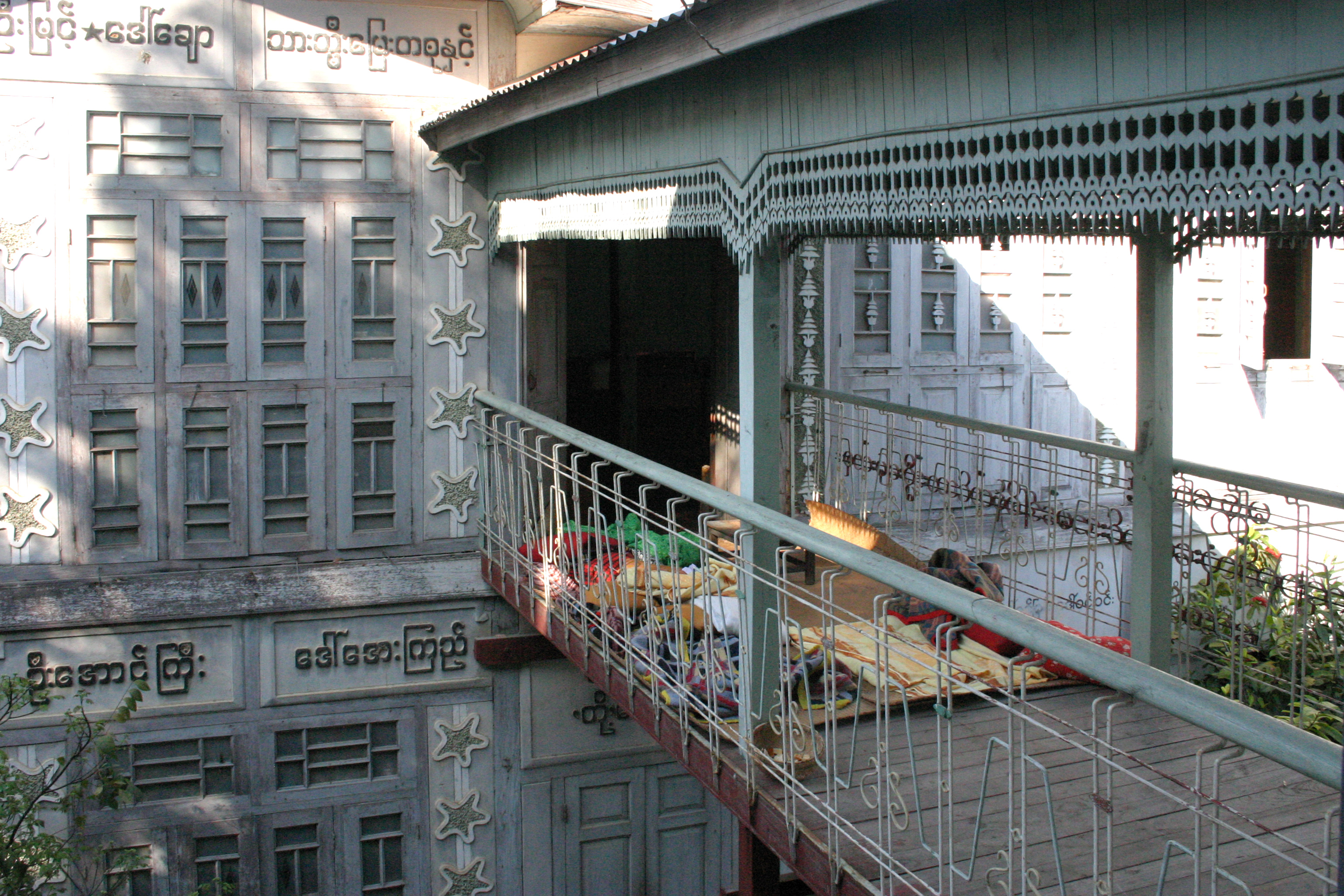
Monastero di Zhaya Theingyi
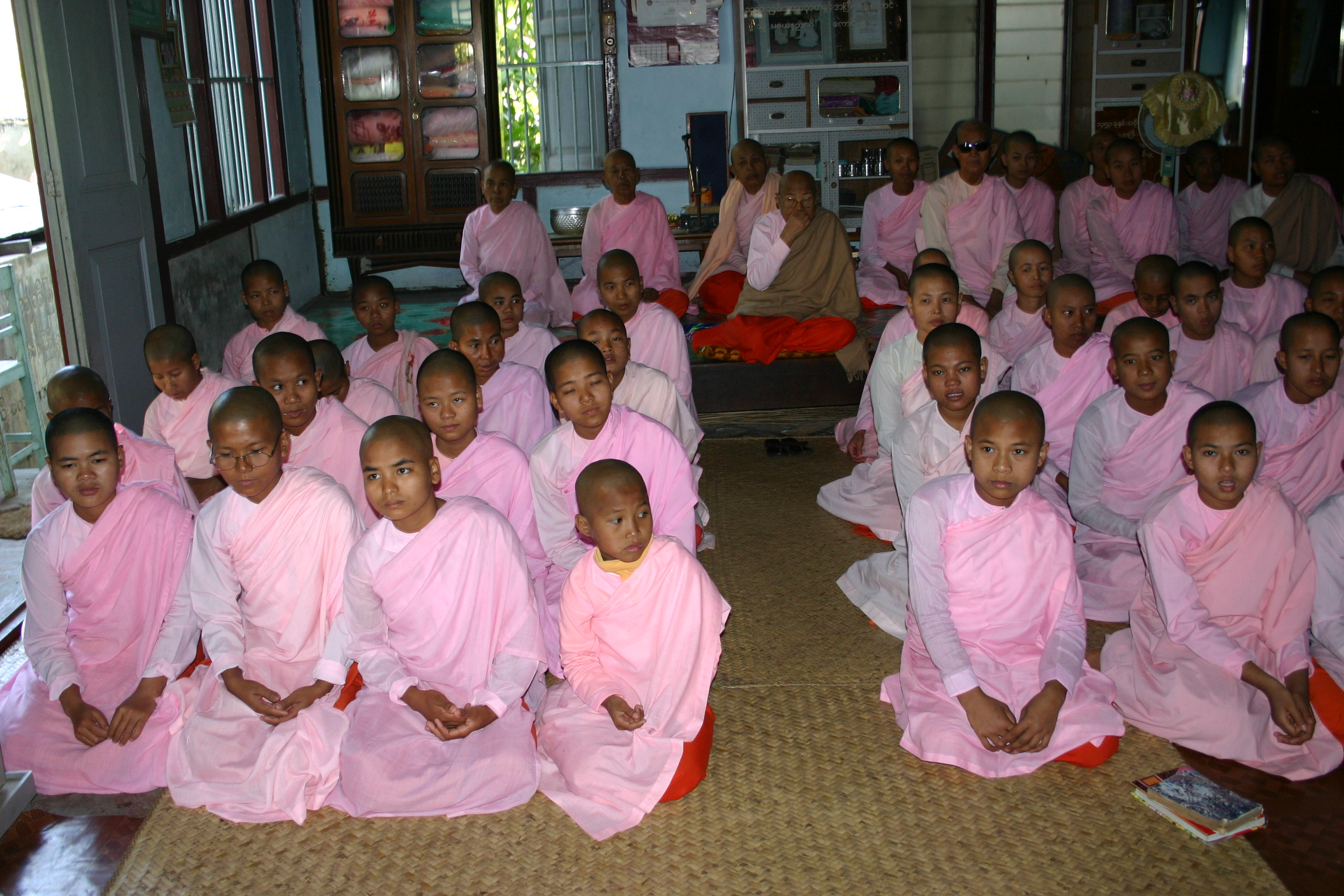
Monastero di Zhaya Theingyi
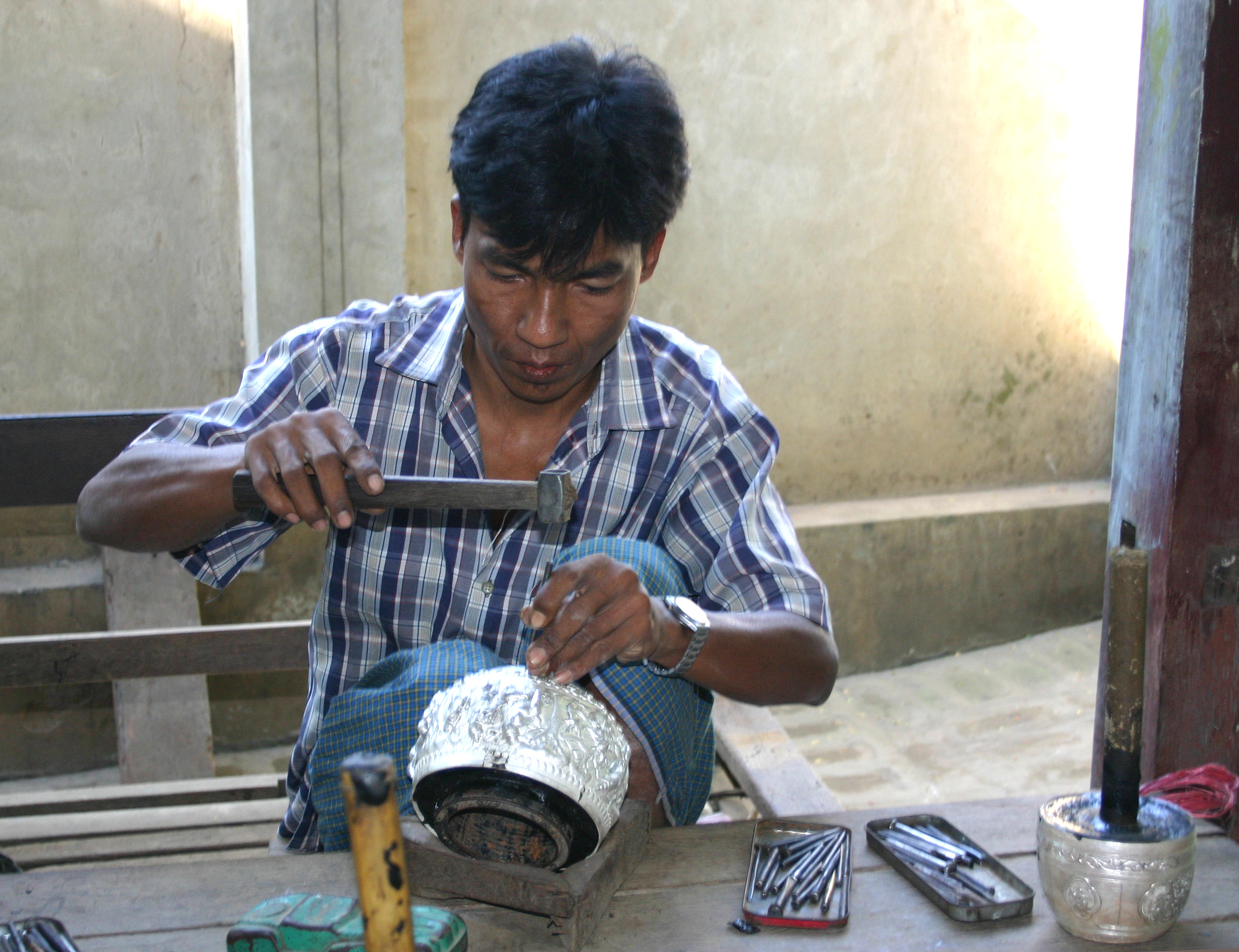
Argentiere
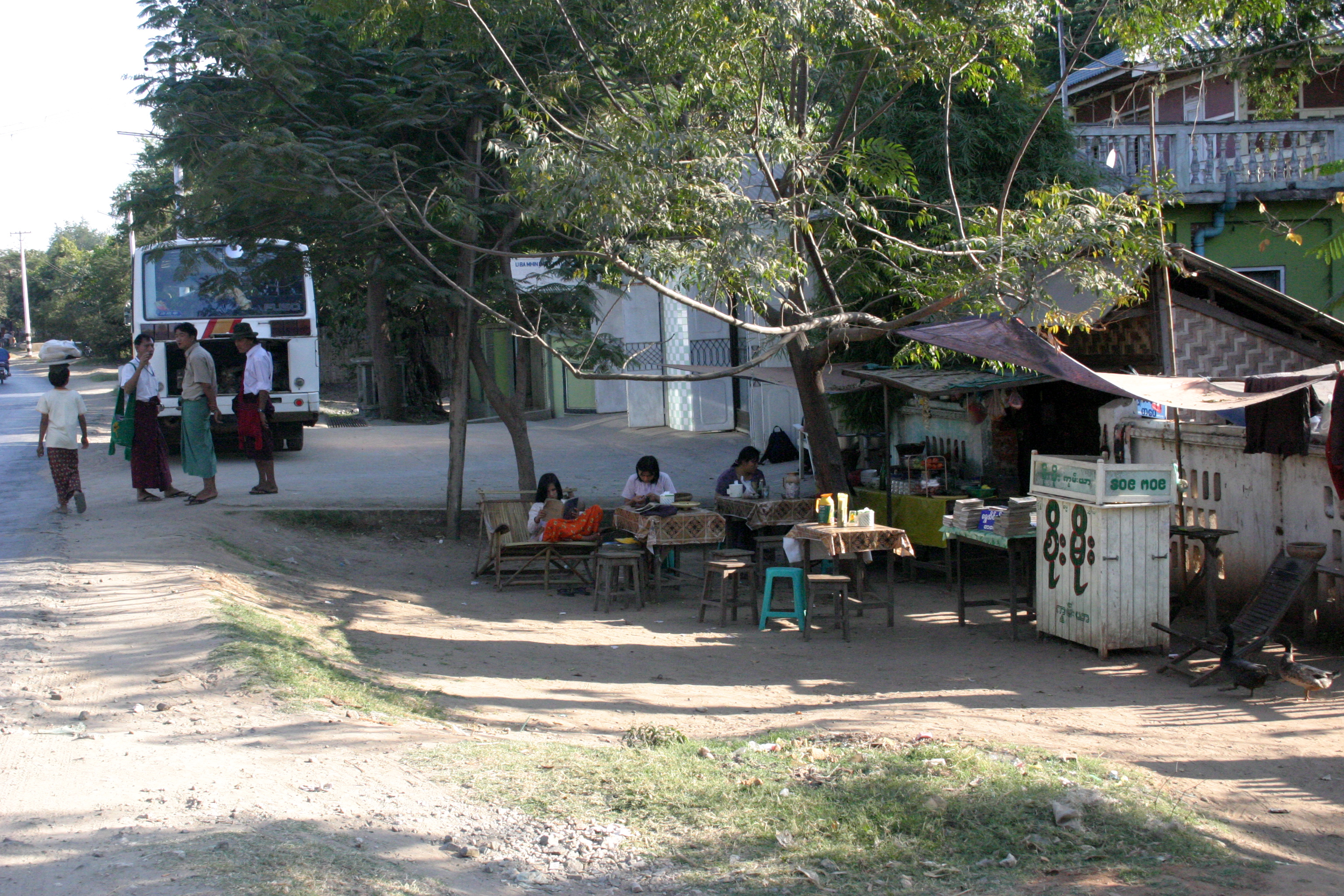
Bar di strada